# Субпрефектура Віла-Пруденті
Субпрефектура Віла-Пруденті (порт. Subprefeitura da Vila Prudente) — одна з 31 субпрефектури міста Сан-Паулу, розташована на південному сході міста. Її повна площа 33,3 км², населення понад 523 тис. мешканців. Складається з 3 округів:
- Віла-Пруденті (Vila Prudente)
- Сан-Лукас (São Lucas)
- Сапопемба (Sapopemba)